# Zeevaartschool Abel Tasman

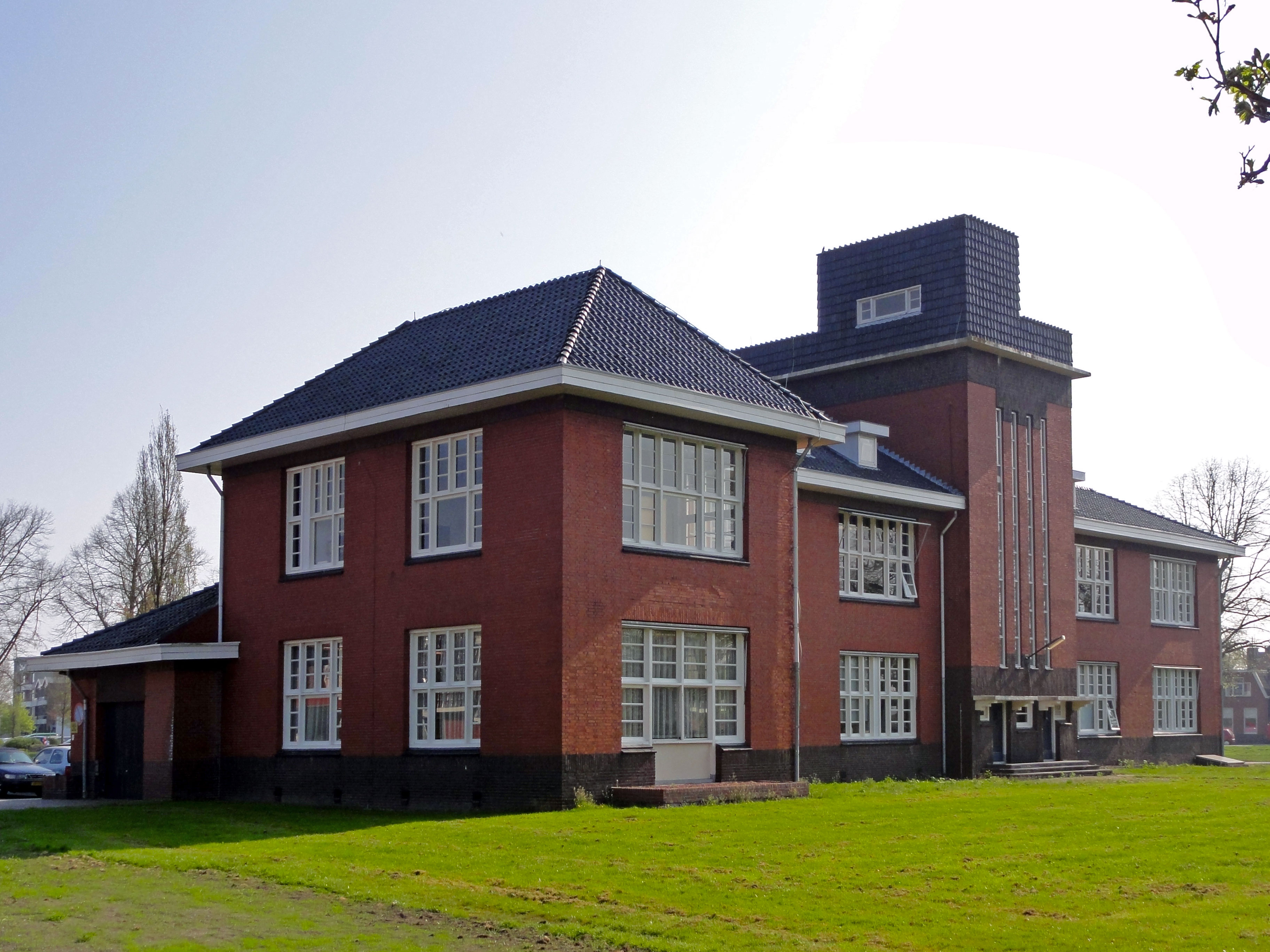
Het gebouw van de voormalige Zeevaartschool Abel Tasman in Delfzijl anno 2011

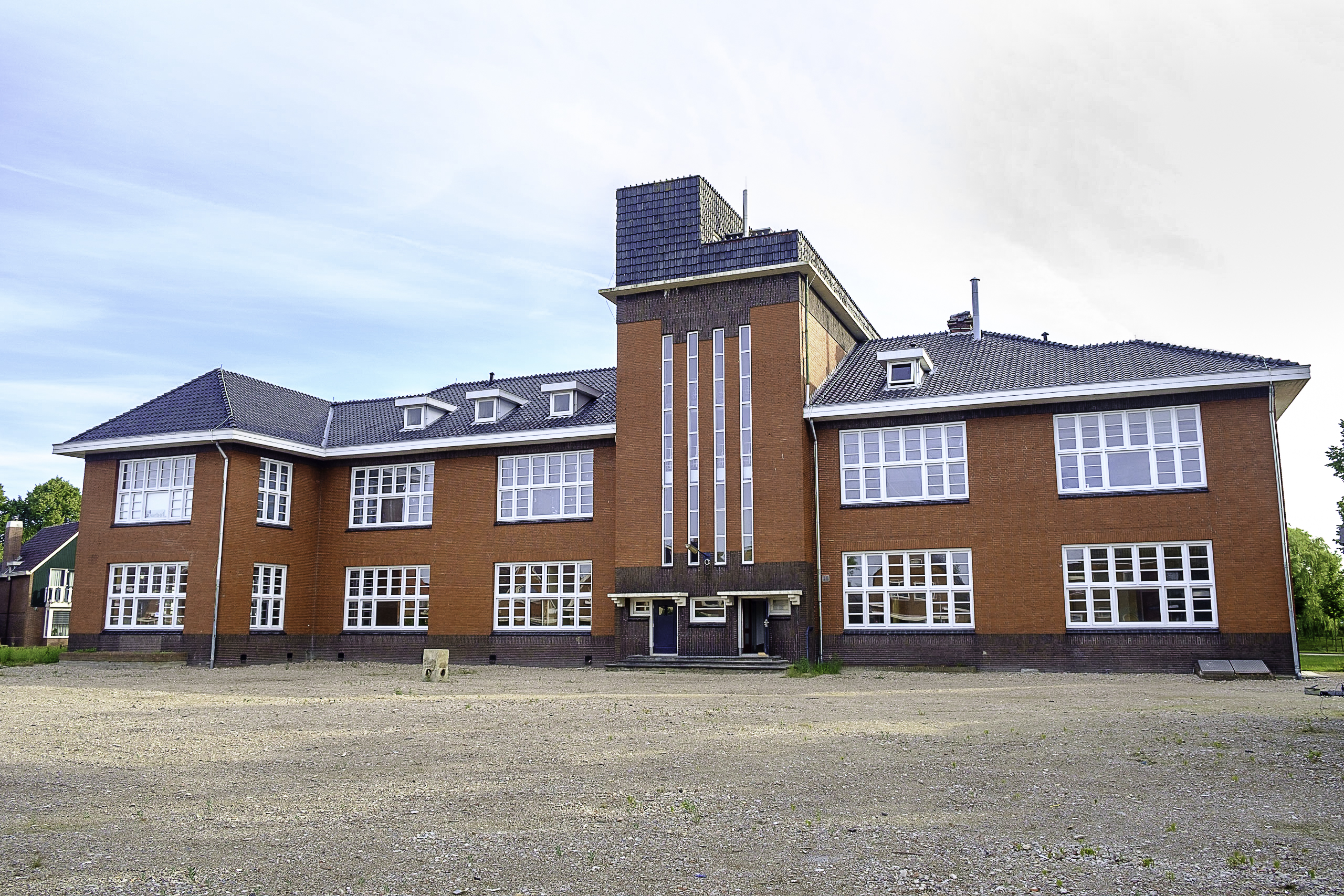
Vooraanzicht in 2017. Amasus Shipping heeft de voortuin verhard met grind

Het gebouw van de voormalige Zeevaartschool Abel Tasman in de buurt Oud West van de Groningse plaats Delfzijl werd in 1930 gebouwd in een aan de Amsterdamse School verwante bouwstijl.

## Geschiedenis en beschrijving

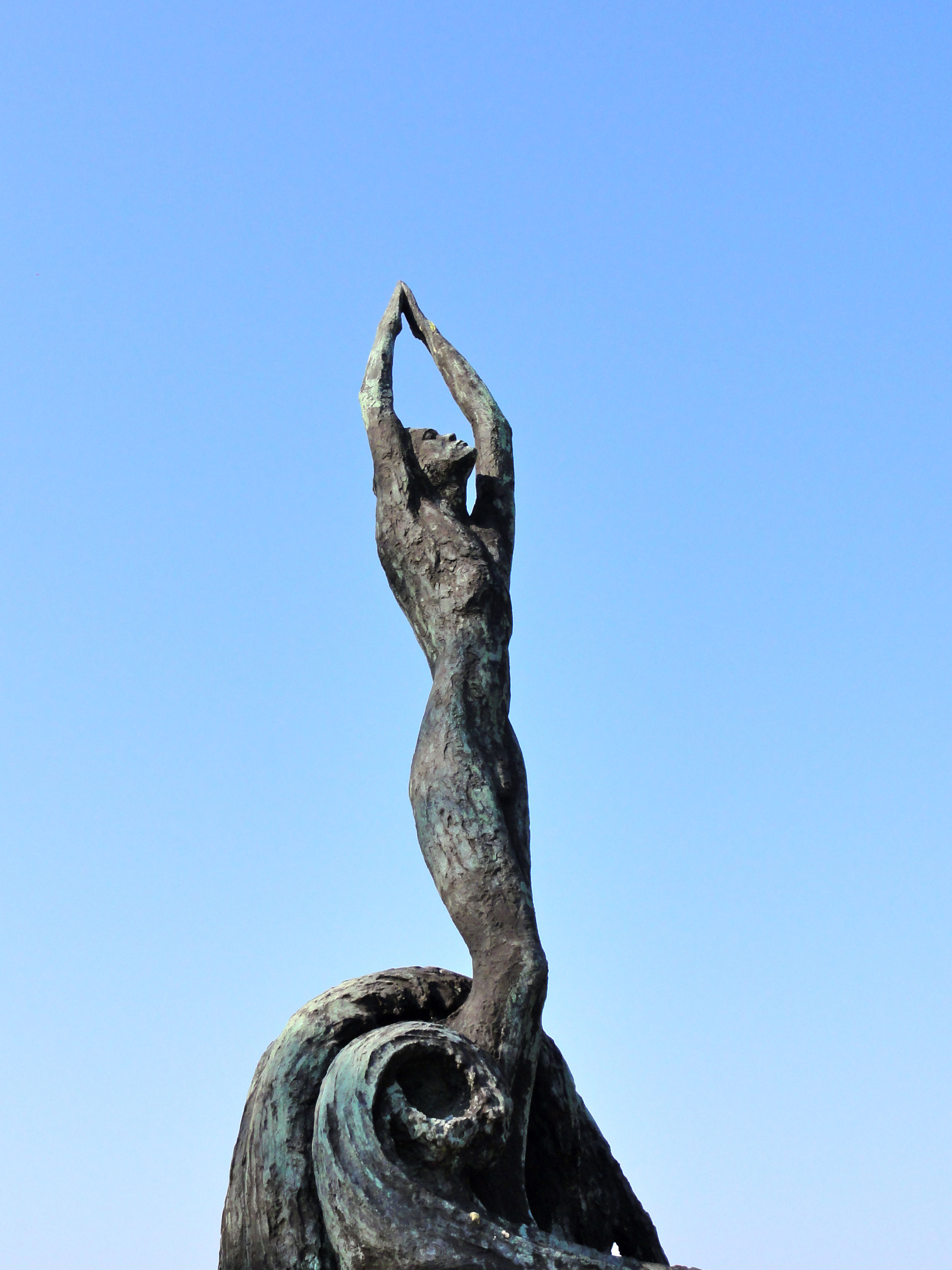
Het door Anna Dekking-van Haeften gemaakte oorlogsmonument voor de school

De zeevaartschool in Delfzijl werd in 1856 opgericht als School voor Nijverheid en Zeevaart. Later werd de school genoemd naar de Nederlandse ontdekkingsreiziger Abel Tasman en kreeg de naam Noorderkweekschool Abel Tasman, nog later Zeevaartschool Abel Tasman.
In 1930 werd een nieuw gebouw ontworpen door de gemeentearchitect van Delfzijl C.C.J. Welleman, die in een verwante stijl ook het dichtbij gelegen gemeentehuis van Delfzijl ontwierp. De nieuwe school werd gesitueerd net achter de oude gracht van de vesting Delfzijl in het kader van een uitbreidingsplan in de jaren dertig van de 20e eeuw. Het plaatselijke aannemersbedrijf Gebr. De Boer realiseerde de bouw.
De school is ontworpen in een aan de Amsterdamse School verwante bouwstijl, met diverse expressionistische elementen. Het schoolgebouw bestaat uit meerdere bouwlagen van wisselende hoogtes. De gevels zijn opgetrokken met rode baksteen op een bruin/paars trasraam. De gevels worden onderbroken door grote rechthoekige vensterpartijen met witte kozijnen. De hoofdingang bevindt zich in een uitspringend gedeelte van de noordgevel. Dit bouwdeel stijgt uit boven de delen ter weerszijden ervan. Aan de achterzijde van dit risalerend gedeelte bevinden zich vier kolommen met lange smalle vensters.
Het gebouw is erkend als rijksmonument, onder meer vanwege de cultuurhistorische betekenis, de beeldbepalende ligging, de opvallende vormgeving en detaillering, de gaafheid en als voorbeeld van het oeuvre van de architect Welleman.
In 1988 kreeg de school een andere bestemming als onderkomen van het IVAK, een educatieve instelling op cultureel gebied in Delfzijl. Hierbij werden enkele wijzigingen aan de ramen en de dakkapellen aangebracht. Nadat ook deze instelling was verhuisd, verkocht de gemeente Delfzijl het gebouw in 2015 aan het bedrijf Amasus Shipping, dat het verbouwde tot zijn kantoor, dat eind 2017 in gebruik werd genomen. Bij de verkoop stelde de gemeente als voorwaarde dat het pand als maritiem monument in stand wordt gehouden, "omdat het belangrijk is voor de maritieme uitstraling van de gemeente".
Voor het schoolgebouw staat een standbeeld, dat in 1956 werd opgericht bij de herdenking van het honderdjarig bestaan van de zeevaartschool. Het beeld is gemaakt door de beeldhouwster Anna Dekking-van Haeften. Het gedenkt de leerlingen en oud-leerlingen van de zeevaartschool die tijdens de Tweede Wereldoorlog om het leven zijn gekomen. Op de sokkel van het beeld is een gedicht van M. Vasalis aangebracht.